# مات شميت
مات شميت (بالإنجليزية: Matt Schmidt)‏ (5 يونيو 1979 بميلواكي في الولايات المتحدة - ) هو لاعب كرة قدم أمريكي في مركزي الوسط والدفاع. لعب مع Minnesota Thunder ‏ وميلواكي وايف.

## وصلات خارجية
- مات شميت على موقع قاعدة بيانات كرة القدم.إي يو (الإنجليزية)